# Sami Tlili
 (juillet 2023).
La mise en forme du texte ne suit pas les recommandations de Wikipédia : il faut le « wikifier ».
Les points d'amélioration suivants sont les cas les plus fréquents. Le détail des points à revoir est peut-être précisé sur la page de discussion.
- Les titres sont pré-formatés par le logiciel. Ils ne sont ni en capitales, ni en gras.
- Le texte ne doit pas être écrit en capitales (les noms de famille non plus), ni en gras, ni en italique, ni en « petit »…
- Le gras n'est utilisé que pour surligner le titre de l'article dans l'introduction, une seule fois.
- L'italique est rarement utilisé : mots en langue étrangère, titres d'œuvres, noms de bateaux, etc.
- Les citations ne sont pas en italique mais en corps de texte normal. Elles sont entourées par des guillemets français : « et ».
- Les listes à puces sont à éviter, des paragraphes rédigés étant largement préférés. Les tableaux sont à réserver à la présentation de données structurées (résultats, etc.).
- Les appels de note de bas de page (petits chiffres en exposant, introduits par l'outil «  Source ») sont à placer entre la fin de phrase et le point final[comme ça].
- Les liens internes (vers d'autres articles de Wikipédia) sont à choisir avec parcimonie. Créez des liens vers des articles approfondissant le sujet. Les termes génériques sans rapport avec le sujet sont à éviter, ainsi que les répétitions de liens vers un même terme.
- Les liens externes sont à placer uniquement dans une section « Liens externes », à la fin de l'article. Ces liens sont à choisir avec parcimonie suivant les règles définies. Si un lien sert de source à l'article, son insertion dans le texte est à faire par les notes de bas de page.
- La présentation des références doit suivre les conventions bibliographiques. Il est recommandé d'utiliser les modèles {{Ouvrage}}, {{Chapitre}}, {{Article}}, {{Lien web}} et/ou {{Bibliographie}}. Le mode d'édition visuel peut mettre en forme automatiquement les références.
- Insérer une infobox (cadre d'informations à droite) n'est pas obligatoire pour parachever la mise en page.

Pour une aide détaillée, merci de consulter Aide:Wikification.
Si vous pensez que ces points ont été résolus, vous pouvez retirer ce bandeau et améliorer la mise en forme d'un autre article.
Sami Tlili, est un réalisateur, cinéaste et producteur tunisien.

## Biographie
Il est né dans le gouvernorat de Kairouan le 09 mars 1985. Titulaire d’un Doctorat en Lettres Modernes de l'Université d'Aix-Marseille, en France, et d'un master en production cinématographique de la Mattfilm School de Londres, et a été formé  aux ateliers Varan à Paris.
Après deux longs métrages documentaires primés « Maudit soit le Phosphate » (2012) , « Sur la transversale » (2019) , son court métrage de fiction « Hors-Jeu Flagrant » , a participé à la compétition du Festival international du film 2021. Il a également travaillé comme dialoguiste ou consultant en scénario sur plusieurs films. Il a également travaillé comme directeur artistique et programmateur de films dans plusieurs festivals tels que «les JCC (Journées Cinématographiques de Carthage, édition 2015) .
Il a travaillé comme membre fondateur du Gabes Cinema Fann Festival, qui a supervisé sa direction artistique entre 2018 et 2021 , puis a été choisi en 2022 pour participer au sondage des réalisateurs pour les meilleurs films de l'histoire organisé par la British Film Institut.

## Filmographie
2012 : Maudit soit le Phosphate (un long documentaire) ,
2019 : Sur la transversale  (long métrage documentaire) ,,
2021 : Hors-Jeu Flagrant (fiction courte) ,
2022 : Jour de la kératine (court métrage de fiction) ,

## Prix
Meilleur documentaire arabe au Festival du film d'Abu Dhabi 2012 pour "Cursed on Phosphate" 
La meilleure recherche documentaire sur les journées du cinéma maghrébin en Algérie 2013
Prix du Jury des élèves au Festival du court métrage francophone 2022 pour le film « Clear Infiltration » 
Prix des Journalistes au Festival des Nuits Méditerranéennes en Corse 2021 pour le film « Clear Infiltration » 
Prix du meilleur acteur pour Muhammad Qurei pour son rôle dans le film Clear Infiltration au Festival du court métrage du Caire 2021 